# Speocera taprobanica
Espèce
Speocera taprobanica est une espèce d'araignées aranéomorphes de la famille des Ochyroceratidae.

## Distribution
Cette espèce est endémique du Sri Lanka.

## Publication originale
- Brignoli, 1981 : Spiders from Ceylon. III. A new Speocera (Araneae, Ochyroceratidae). Ceylon Journal of Science, Biological Sciences, vol. 14, p. 120-121.